# Cyamops imitatus
Cyamops imitatus is een vliegensoort uit de familie van de Aulacigastridae. De wetenschappelijke naam van de soort is voor het eerst geldig gepubliceerd in 1954 door Sturtevant.